# Marlingford
Marlingford är en by i civil parish Marlingford and Colton, i distriktet South Norfolk, i grevskapet Norfolk i England. Byn är belägen 10 km från Norwich. Civil parish hade 211 invånare år 1931. Byn nämndes i Domedagsboken (Domesday Book) år 1086, och kallades då Marthingheforda/Merlingeforda.